# Romney (West Virginia)
Romney is een plaats (city) in de Amerikaanse staat West Virginia, en valt bestuurlijk gezien onder Hampshire County.

## Demografie
Bij de volkstelling in 2000 werd het aantal inwoners vastgesteld op 1940.
In 2006 is het aantal inwoners door het United States Census Bureau geschat op 1971, een stijging van 31 (1,6%).

## Geografie
Volgens het United States Census Bureau beslaat de plaats een oppervlakte van
2,4 km², geheel bestaande uit land. Romney ligt op ongeveer 221 m boven zeeniveau.

## Plaatsen in de nabije omgeving
De onderstaande figuur toont nabijgelegen plaatsen in een straal van 32 km rond Romney.